# Orangisme (Republiek)

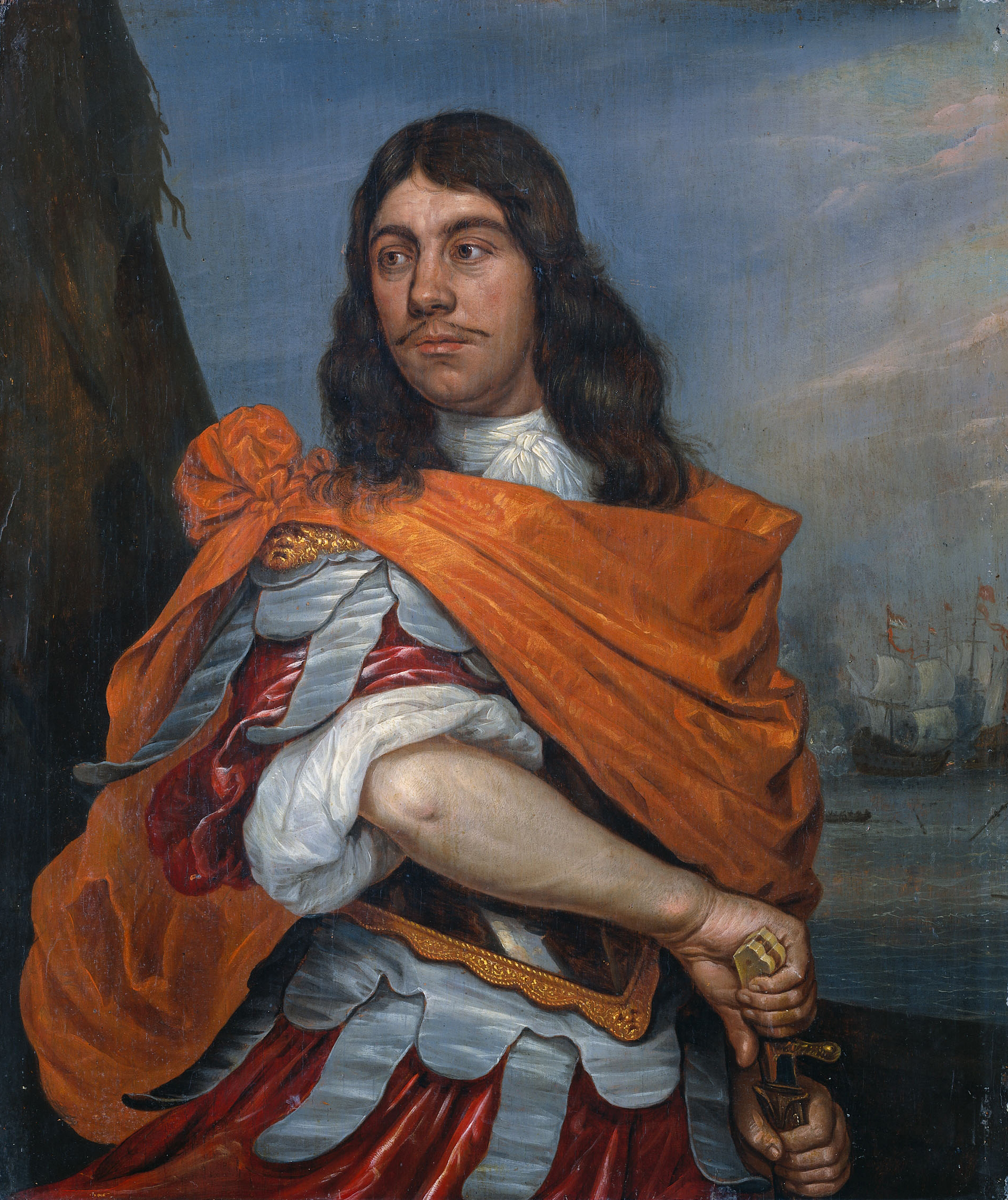
Cornelis Tromp door Abraham Evertsz. van Westerveld (ca. 1666). Tromp wordt afgebeeld in Romeinse kledij. Zijn prinsgezindheid wordt uitgebeeld door de kleur van zijn mantel.

Het orangisme of de prinsgezindheid was een politieke stroming in de Republiek der Zeven Verenigde Nederlanden (1588-1795). De orangisten bestonden uit de stadhouders van het huis Oranje-Nassau en de verwante takken Nassau-Dillenburg en Nassau-Dietz en al hun cliënten en aanhangers. Hun doel was het opbouwen, instandhouden en verder versterken van het stadhouderlijk stelsel.

## Kenmerken
Als stadhouders waren de Oranjes officieel slechts plaatsvervangers van de koning van Spanje, maar die was met het Plakkaat van Verlatinghe (1581) afgezet en met het uitroepen van de republiek in 1588 was de functie geheel afgeschaft. In de vroege fasen van de Tachtigjarige Oorlog werden stadhouderschappen van de Nederlandse provincies door de opstandige edelen op een ad hoc-basis onderling verdeeld. Naarmate de macht en het prestige van Willem van Oranje steeds verder toenam, kregen hij en zijn familieleden steeds meer provincies in handen. Met de aanstelling van zijn zoon Maurits tot stadhouder van Holland en Zeeland in 1585 ontstond er een quasi-dynastie. Vanaf stadhouder Frederik Hendrik (r. 1625–1647) streefden de Oranjes naar het stichten van een monarchie. In verschillende fasen, maar niet zonder veel tegenstand, zijn zij hier ook in geslaagd: het erfstadhouderschap in sommige (1675), later alle provincies (1747), het eeuwige stadhouderschap (1788) en uiteindelijk (na de val van de Republiek in 1795) in 1813/15 het koningschap dat het Koninkrijk der Nederlanden nog steeds regeert (zij het door democratisering als constitutionele monarchie). Als aanvoerders van het leger en de vloot ontleenden zij hun macht en prestige aan het behalen van militaire overwinningen en zij stuurden dan ook aan op oorlog en expansie op het Europese vasteland. Daarnaast werden zij vaak gesteund door de edelen (de Ridderschap), conservatieve calvinisten en delen van de onderklasse. De machtsbasis van de orangisten lag in de landelijke provincies, waar de Ridderschap sterk was en de steden zwak.
De tegenstanders van de orangisten heetten staatsen, vanaf circa 1660 ook wel Loevesteiners genoemd. De kern van de staatse partij werd gevormd door de regentenklasse, die een soort oligarchische republiek zonder Oranje stadhouderschap nastreefden. Bovendien wensten zij de dominantie en de soevereiniteit van het gewest Holland binnen de Republiek te bewaren. Zij ontleenden hun macht en prestige voornamelijk aan rijkdom door handel drijven en zij stuurden dan ook aan op vrede in Europa en het militair afdwingen van handelsmonopolies in koloniën overzee (met name in Oost-Indië middels de VOC). Zij werden vaak gesteund door de steden met vrije en welgestelde burgers en handelaars en andere groepen uit de middenklasse, vrijzinnige calvinisten en andersgelovigen. De staatsgezinden waren met name machtig in Holland, Zeeland en Utrecht, waar de steden sterk waren en de Ridderschap zwak. Tijdens de twee stadhouderloze tijdperken bereikten de staatsen het hoogtepunt van hun macht.
Vanaf midden 18e eeuw kwamen de patriotten er als derde partij bij die streefden naar een democratische republiek waarin aristocratische privileges werden afgeschaft en mensen gelijk werden voor de wet. Hun felle oppositie tegen het stadhouderlijk stelsel leidde tot botsingen met de prinsgezinden. Met steun van Franse revolutionairen brachten de patriotten uiteindelijk in 1795 de door orangisten gedomineerde Republiek ten val en stichtten de pro-Franse Bataafse Republiek. Het orangisme bleef echter bestaan en maakte in 1813 de stichting van een monarchie onder het huis Oranje-Nassau mogelijk.

## Bestandstwisten
De prinsgezinden stonden tijdens het bestaan van de Republiek gedurig tegenover de staatsgezinden. Deze tweedeling kan gezien worden als een politieke voortzetting van de tegenstelling tussen remonstranten (staatsgezinden) en contraremonstranten (prinsgezinden) tijdens het Twaalfjarig Bestand.
De remonstranten waren republikeins en legden meer de nadruk op tolerantie; zo hadden ze een vrijere opvatting over de interpretatie van de Bijbel en geloofden ze niet in predestinatie. De remonstranten werden geleid door mannen als Johan van Oldenbarnevelt. Als tegenstander van Oldenbarnevelt sloot prins Maurits van Oranje zich daarop aan bij de contraremonstranten, en die steunden hem in zijn aanspraken op het stadhouderschap. Er dreigde soms zelfs burgeroorlog.

## 17e eeuw
De prinsgezinden werden aangevoerd door de stadhouders en mannen als Cornelis Tromp. Zij speelden een belangrijke rol in het verdrijven en veroordelen van de gebroeders De Witt. Dit mondde op 20 augustus 1672 uit in de georganiseerde moord op de gebroeders De Witt. Zij werden gelyncht op het Groene Zoodje bij het Haagse Binnenhof.
De staatsgezinde partij werd gekenmerkt door voorzichtigheid – vooral in alle zaken die de handel zouden kunnen benadelen – en had haar aanhangers vooral in de heersende klasse en regenten. Raadpensionaris Johan de Witt was leider van de staatsgezinden. Hij was het die in 1654 bij de vrede met Engeland (en zijn geestverwant Oliver Cromwell) een geheime Akte van Seclusie liet opnemen die het de Republiek verbood een Oranje als stadhouder aan te stellen. De Witt zette daarna alle zeven provinciën onder druk om deze akte aan te nemen.

## 18e eeuw
Halverwege de 18e eeuw kwamen de patriotten op als derde factie in het politieke landschap van de Republiek. Veel staatse regenten werden aristocratische patriotten, terwijl vanuit de opkomende burgerij de democratische patriotten zich vormden. Aanvankelijk werkten de twee samen tegen de macht van de stadhouder en zijn orangistische regime en legden banden met Amerikaanse en Franse patriotten. De onder druk van patriotten opgevoerde steun aan de Amerikaanse Revolutie leidde ertoe dat Groot-Brittannië de Republiek de oorlog verklaarde (Vierde Engels-Nederlandse Oorlog 1780–1784). Patriotten wilden deze gelegenheid aangrijpen om zich van het orangistische bewind te ontdoen en na de oproep van Joan Derk van der Capellen in Aan het Volk van Nederland (1781) begonnen ze zich te bewapenen, in exercitiegenootschappen te organiseren en democratisering van het bestuur te eisen. Maar naarmate de democratische patriotten radicaliseerden en ook de privileges van de aristocratische patriotten bedreigden, sloot een deel van de aristocraten rond 1785 een verbond met de orangisten, de zogenaamde Oranjepartij. Na het uitbreken van gevechten in 1786 en 1787, die de patriotten aanvankelijk wonnen, leidde de Pruisische inval tot de Oranjerestauratie, die nog tot 1795 zou duren.